# Ипатко, Иван Евстифеевич
Иван Евстифеевич Ипатко (1906 год, село Подгорное, Семипалатинская область, Туркестанский край, Российская империя — дата и место смерти не известны, СССР) — колхозник, Герой Социалистического Труда (1948).

## Биография
Родился в 1906 году в селе Подгорное, Семипалатинская область, Туркестанский край (сегодня — Кокпектинский район, Восточно-Казахстанская область, Казахстан). В 1930 году вступил в колхоз имени Жданова. Первоначально работал рядовым колхозником, в 1939 году был назначен звеньевым полеводческого звена. Участвовал в Великой Отечественной войне. После демобилизации возвратился в родной колхоз.
В 1947 году полеводческое звено под управлением Ивана Ипатко собрало по 12,4 центнеров зерновых с участка 400 гектаров при плане 8,5 центнеров. За доблестный труд в сельском хозяйстве Иван Ипатко был удостоен в 1948 году звания Героя Социалистического Труда.

## Награды
- Герой Социалистического Труда (1948);
- Орден Ленина (1948);
- Медаль «За победу над Германией в Великой Отечественной войне 1941—1945 гг.»;
- Медаль «За победу над Японией»;
- Медаль «За оборону Советского Заполярья».